# Frank Imhoff

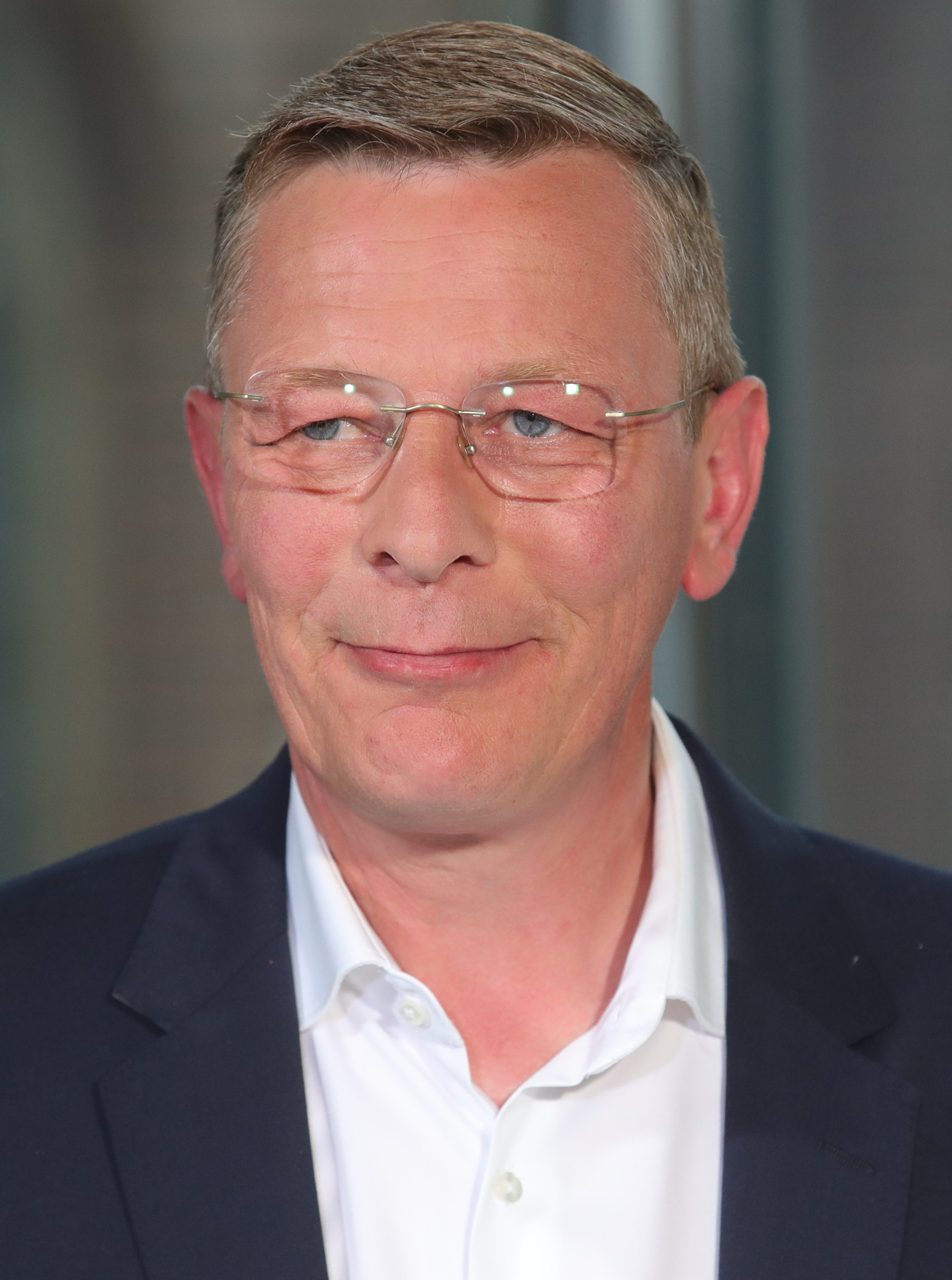
Frank Imhoff (2023)

Frank Imhoff (* 23. Oktober 1968 in Bremen) ist ein deutscher Landwirt und Politiker (CDU). Von 2019 bis 2023 war er Präsident der Bremischen Bürgerschaft, der er seit 1999 als Abgeordneter angehört, und anschließend bis 2025 Vorsitzender der dortigen CDU-Fraktion.

## Biografie

### Familie, Ausbildung und Beruf
Imhoff absolvierte nach dem Abschluss der Realschule von 1985 bis 1988 an der Landwirtschaftlichen Berufsschule in Wildeshausen eine Ausbildung zum Landwirt. Im Anschluss besuchte er die einjährige Fachschule der Berufsbildenden Schulen 3 der Stadt Oldenburg, die er 1989 als „Staatlich geprüfter Wirtschafter“ abschloss. Von 1990 bis 1995 arbeitete Imhoff als Angestellter in einem landwirtschaftlichen Betrieb und absolvierte parallel eine Ausbildung zum Landschaftspfleger.
1996 übernahm Imhoff den elterlichen Hof mit Milchviehhaltung im Bremer Ortsteil Strom, den er seitdem als selbständiger Landwirt gemeinsam mit seiner Familie in fünfter Generation führt.
Imhoff ist verheiratet und hat drei Kinder.

### Politik
Seit 1993 ist Imhoff Mitglied der CDU. Er ist Beisitzer im Landesvorstand der CDU Bremen und war Vorsitzender des CDU-Stadtbezirksverbands Niedervieland. Seit dem 29. Juni 1999 ist er Mitglied der Bremischen Bürgerschaft. Dort war er Mitglied in der staatlichen und der städtischen Deputation für Klima, Umwelt, Landwirtschaft und Tierschutz sowie Sprecher der CDU-Fraktion für Landwirtschaft.
Am 1. Juli 2015 wurde Frank Imhoff zum Vizepräsidenten der Bremischen Bürgerschaft gewählt. Infolge des Todes des bisherigen Bürgerschaftspräsidenten Christian Weber übernahm er ab dem 12. Februar 2019 kommissarisch seine Amtsgeschäfte. Am 27. März 2019 wurde Antje Grotheer zur neuen Bürgerschaftspräsidentin gewählt.
Nachdem die CDU aus der Bürgerschaftswahl in Bremen am 26. Mai 2019 erstmals in der Geschichte des Landes als stärkste Kraft hervorging, wurde Imhoff in der konstituierenden Sitzung der 20. Legislaturperiode am 3. Juli 2019 zum Präsidenten der Bürgerschaft gewählt. In dieser Funktion war er zudem Vorsitzender des Verfassungs- und Geschäftsordnungsausschusses und des Beirats Plattdeutsch.
Er war Spitzenkandidat der CDU Bremen bei der Bürgerschaftswahl 2023. Im Juni 2023 wurde er als Nachfolger von Heiko Strohmann zum CDU-Fraktionsvorsitzenden gewählt. Am 29. Juni 2023 wurde Antje Grotheer zu Imhoffs Nachfolgerin im Amt des Bürgerschaftspräsidenten gewählt. Im Juni 2025 wurde Wiebke Winter zu Imhoffs Nachfolgerin im Fraktionsvorsitz gewählt. Imhoff ist Sprecher für Kirchen- und Religionsfragen sowie für Landwirtschaft der CDU-Fraktion.

### Weitere Ämter und Mitgliedschaften (Auswahl)
- Bremer Suppenengel e. V. (Schirmherr)
- Kammerversammlung der Landwirtschaftskammer Bremen (Mitglied)[4]
- Landwirtschaftlicher Verein für das Niedervieland (Vorsitzender)
- ehemals Vorsitzender des Stiftungsrats der Schütting-Stiftung[5]
- Volksbund Deutsche Kriegsgräberfürsorge, Landesverband Bremen (Schirmherr)
- Wilhelm Kaisen Bürgerhilfe e. V. (Vorsitzender des Vorstands)[6]